# حمام الحاج مهدي
حمّام الحاج مهدي وسمي لفترة قصيرة باسم حمام فائز لتولي (فائز) إدارته، وهو من حمامات بغداد العامة القديمة العهد بجانب الرصافة من بغداد في الكرادة الشرقية محلة البو جمعة (البوليسخانة) قرب دائرة البريد، إستأجره في بداية تأسيسه خزعل الجليل العباسي والد الضابط عبد الحافظ خزعل العباسي، ثم تولى إدارته (فائز) نجل مشيده الحاج مهدي فسمي باسمه. ثم أعيد فيما بعد إلى اسمه السابق.